# Серов, Александр Николаевич (композитор)
Алекса́ндр Никола́евич Серо́в (11 [23] января 1820, Санкт-Петербург — 20 января [1 февраля] 1871, Санкт-Петербург) — русский композитор и музыкальный критик; действительный статский советник; отец живописца Валентина Серова.

## Биография
Родился в Санкт-Петербурге 11 (23) января 1820 года в семье чиновника финансового ведомства Николая Ивановича Серова (1790—1856) и Анны Карловны Габлиц (?—1865). Его дедом по материнской линии был естествоиспытатель Карл Иванович Габлиц.
В семилетнем возрасте начал учиться музыке у молодой пианистки Олимпиады Жебелёвой, занимавшейся с ним, по словам В. В. Стасова, «солидно и необыкновенно тщательно». Серов посвятил своей наставнице фортепианный ноктюрн, а впоследствии вспоминал: «Это труженица, искренно любящая своё искусство; не владея современной пустой виртуозностью, она глубоко внедрила в меня любовь к музыкальной литературе».
Окончил Первую Санкт-Петербургскую классическую гимназию, затем учился в Училище правоведения (1835—1840). Блестяще окончив последнее, стал чиновником министерства юстиции и внутренних дел, где его отец, Николай Иванович, человек невысокого происхождения, но умный и энергичный, занимал довольно видное место. В течение пяти лет был секретарём 4-го департамента сената. В 1845 году А. Н. Серов был направлен в Симферополь. Он был назначен заместителем председателя Таврической уголовной палаты, однако от службы его постоянно отвлекала любовь к музыке. Здесь он написал свои первые оперы «Мельничиха из Марли» и «Майская ночь», позже уничтоженные. Из Симферополя Серов был переведён в Псков и вскоре, наперекор воле отца и несмотря на самые стеснительные материальные условия, вышел в отставку и посвятил себя исключительно музыкальным занятиям. В 1855 году он снова поступил на службу по министерству внутренних дел, без определенной должности, и даже без вознаграждения; в 1857 году был назначен цензором при почтамте, в котором прослужил до 1868 года, несмотря на все своё отвращение к службе; был уволен в чине действительного статского советника.
В начале 1842 года Александр Серов познакомился с Михаилом Глинкой, личность которого произвела на него сильное впечатление; он во многом определил художественные взгляды и вкусы Серова. До тех пор относившийся довольно равнодушно и к русской музыке вообще, и к произведениям Глинки в частности, Серов стал смотреть на эти явления другими глазами. Даже когда первый пыл увлечения «Жизнью за царя» и «Русланом и Людмилой» несколько остыл, когда Серов начал подмечать кроме достоинств также и недостатки в этих произведениях, он все же и к ним, и к их автору продолжал относиться с глубоким уважением. Значительное влияние на формирование Серова как музыканта имело и состоявшееся вскоре знакомство с Даргомыжским.
Переехав в 1850 году в Петербург, он стал музыкальным критиком: его первые статьи появились в 1851 году в журналах «Современник», «Сын отечества», «Библиотека для чтения»; затем — в «Пантеоне». Также в 1860 году заведовал музыкальным отделом журнала «Искусства».
В 1858 году во время поездки за границу Серов познакомился с Ференцем Листом и Рихардом Вагнером, встречи с которыми описал в опубликованных в 1858—1859 годах «Письмах из-за границы». В этом же году он впервые в России провёл цикл публичных лекций о музыке, не имевших успеха. Однако повторённые в 1860 году лекции заинтересовали общество.
Как указывал Ф. М. Толстой, Серов-композитор был выше Серова-критика. В 1863 году с огромным успехом прошла премьера его оперы «Юдифь». В этом же году он женился на своей ученице, одарённой музыкантше — Валентине Бергман.
В 1867 году А. Н. Серов предпринял вместе с женой попытку издания (впервые в России) специальной музыкальной газеты «Музыка и театр», которая, не найдя поддержки в обществе, просуществовала недолго — до 1868 года.
В 1868 году Серов снова прочитал цикл лекций в Москве; теперь он пропагандировал творчество А. С. Даргомыжского, М. И. Глинки, В. А. Моцарта, Л. Бетховена и других выдающихся композиторов; Серов первым употребил термин «симфонизм». В 1870 году Русское музыкальное общество командировало его в Вену на торжества по поводу столетия со дня рождения Бетховена.
Александр Николаевич Серов умер в Петербурге 20 января (1 февраля) 1871 года; похоронен в Александро-Невской лавре на Тихвинском кладбище. Надгробие выполнялось по проекту архитектора Л. Н. Бенуа, причем проект и его ведение были безвозмездными, бюст выполнен профессором П. П. Забелло и отлит на бронзовой фабрике Ф. Шопена.

## Адреса
В Санкт-Петербурге
1865 — 20.01.1871 года — доходный дом на Васильевском острове, на углу 15-й линии, д. 8 и Большого проспекта, д. 40.
В Симферополе
1845—1850 — Соборный переулок (ныне улица Серова, 14) — Отель «Серовъ»; у входа в отель бюст, выполненный скульптором Е. Яблонским.
- А. Н. Серов на смертном одре
- Могила композитора А. Серова на Некрополе мастеров искусств Александро-Невской лавры в Санкт-Петербурге

## Оперы
- «Юдифь» (1861—1863)
- «Рогнеда» (1863—1865)
- «Вражья сила» (1867—1871) — (опера закончена его вдовой В. С. Серовой и Н. Ф. Соловьевым)

## Рекомендуемая литература
- Абрамовский Г. К. Оперное творчество А. Н. Серова. — СПб.: Канон, 1998. — 170 с.
- Письма Александра Николаевича Серова к его сестре С. Н. Дю-Тур (1845—1861 гг.), изданные Ник. Финдейзен. — СПб.: тип. Н. Финдейзена, 1896. — 270 с., 1 л. факс.
- Финдейзен Н. Ф. Александр Николаевич Серов. Его жизнь и музыкальная деятельность. — М.: Директ-Медиа, 2012. — 342 с. — ISBN 978-5-9903384-7-0.
- Черкашина М. Р. Александр Николаевич Серов. — М.: Музыка, 1985. — 162 с. — 50000 экз. — (Русские и советские композиторы).